# Kalná Roztoka

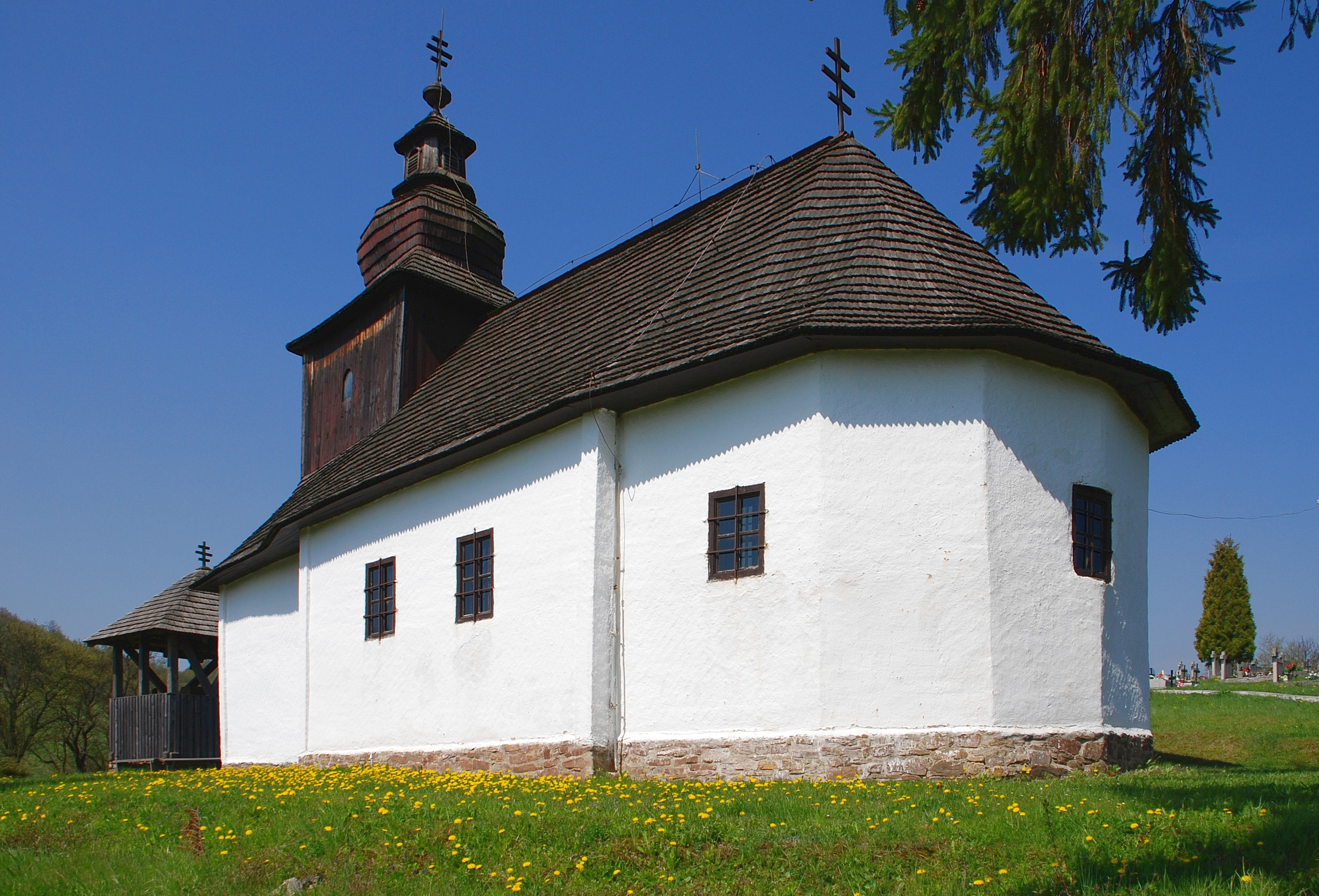
Zabytkowa cerkiew

Kalná Roztoka – wieś (obec) na Słowacji położona w kraju preszowskim, w powiecie Snina.
W miejscowości znajduje się zabytkowa drewniana cerkiew greckokatolicka św. Jana Chrzciciela.

## Historia
Pierwsze wzmianki o miejscowości pochodzą z 1568 roku.

## Ludność
Według danych z dnia 31 grudnia 2012 roku, wieś zamieszkiwało 568 osób, w tym 292 kobiety i 276 mężczyzn.
W 2001 roku rozkład populacji względem narodowości i przynależności etnicznej wyglądał następująco:
- Słowacy – 65,08%
- Czesi – 0,32%
- Romowie – 3,17%
- Rusini – 27,3%
- Ukraińcy – 2,06%
- Węgrzy – 0,16%

Ze względu na wyznawaną religię struktura mieszkańców kształtowała się w 2001 roku następująco:
- Katolicy rzymscy – 1,43%
- Grekokatolicy – 33,02%
- Ewangelicy – 0,48%
- Prawosławni – 62,06%
- Ateiści – 1,11%
- Nie podano – 1,59%

## Zabytki
- Drewniana cerkiew św. Jana Chrzciciela z końca XVIII wieku.